# Drążno-Holendry
Drążno-Holendry is een plaats in het Poolse district  Koniński, woiwodschap Groot-Polen. De plaats maakt deel uit van de gemeente Krzymów en telt 110 inwoners.